# (38388) 1999 RG186
1999 RG186 (asteroide 38388) é um asteroide da cintura principal. Possui uma excentricidade de 0.08968220 e uma inclinação de 7.33348º.
Este asteroide foi descoberto no dia 9 de setembro de 1999 por LINEAR em Socorro.